# Ártánd
Ártánd (hongrois : Ártánd [ˈaːrtaːnd]) est une localité hongroise située dans le comitat de Hajdú-Bihar.

## Site et localisation

### Topographie et hydrographie
La localité est située sur la plaine de Bihar, à proximité de la frontière hongro-roumaine, à l'est de la ville de Biharkeresztes, dont elle est si proche que leurs zones urbanisées se rejoignent. Ses autres localités voisines sont Nagykereki au nord, ainsi que le hameau de Nagyzomlin (rattaché à cette dernière) au nord-est, et Bedő au nord-ouest. À l'est et au sud, elle est bordée par des localités appartenant à l'agglomération d'Oradea en Roumanie, dont la plus proche est Borș.
La localité présente un caractère rural, avec une structure de village-rue à plusieurs voies.

## Histoire
La localité est d'origine árpádienne et est mentionnée pour la première fois dans un document écrit en 1075. Dans cette charte de donation, le roi Géza Ier offrit le village et ses 120 maisons à l'abbaye de Garamszentbenedek. Au XIIIe siècle, c'était un site doté d'une église paroissiale.
Pendant la période de l'occupation ottomane, la localité fut dépeuplée et ne commença à se repeupler qu'au XVIIIe siècle. En août 1849, elle fut le théâtre de négociations entre le général Ernő Poeltenberg, commandant de l'armée hongroise, et le général russe Rüdiger concernant la reddition des forces hongroises.

## Population

### Minorités culturelles et religieuses
En 2001, la population de la localité était composée à 99 % de Hongrois et à 1 % de Roms.
À partir de 2007, l'agglomération d'Oradea s'est progressivement étendue au-delà de la frontière. De nombreux habitants de la ville roumaine ont commencé à acheter des terrains et à construire des maisons à Ártánd, ainsi que dans plusieurs localités voisines. Ce phénomène s'explique par les prix de l'immobilier bien plus avantageux côté hongrois que dans les banlieues d'Oradea ou dans les villages environnants. En conséquence, en 2011, 8 % de la population de la localité était d'origine roumaine.
Lors du recensement de 2011, 89,3 % des habitants se déclaraient hongrois, tandis que 7,9 % s'identifiaient comme Roumains, 3,3 % comme Roms, 0,4 % comme Allemands et 0,2 % comme Arméniens. Environ 9,8 % des habitants n'ont pas déclaré leur origine, et la somme des pourcentages peut dépasser 100 % en raison des identités multiples.
Concernant l'appartenance religieuse, 49,5 % de la population se déclarait réformée, 8,1 % catholique romaine, 0,7 % gréco-catholique, 0,2 % évangélique, tandis que 11,2 % se disaient sans confession et 23,4 % n'ont pas répondu.
En 2022, la proportion de Hongrois a légèrement diminué, représentant 81,6 % de la population, tandis que 9,5 % des habitants se déclaraient roumains, 1,5 % roms et 0,4 % allemands. Par ailleurs, 2,7 % s'identifiaient à une autre nationalité étrangère et 16,9 % n'ont pas déclaré leur origine.
Sur le plan religieux, 47,1 % de la population était affiliée à l'Église réformée, 8,9 % à l'Église catholique romaine, 1,9 % à l'Église gréco-catholique, 1,7 % à l'Église orthodoxe, 1,1 % à l'Église évangélique et 2,5 % à d'autres confessions chrétiennes. Environ 0,6 % appartenaient à d'autres courants du catholicisme, tandis que 5,9 % se déclaraient sans confession et 30 % n'ont pas répondu.

## Équipements

### Réseaux intra-urbains
À environ trois kilomètres à l'est du centre se trouve l'un des postes-frontières routiers les plus fréquentés de Hongrie en direction de la Roumanie.
La route principale 42 traverse la localité d'ouest en est, constituant ainsi la voie d'accès routière la plus évidente depuis les régions plus éloignées du pays. Toutefois, cette route contourne les zones habitées par le nord, tandis que le centre est desservi par la route 4218, qui relie la localité au centre-ville de Biharkeresztes.
Concernant le transport ferroviaire, la localité est traversée par la ligne Püspökladány–Biharkeresztes, mais ne possède pas de gare propre. La connexion ferroviaire la plus proche est la gare de Biharkeresztes, située sur cette même ligne.

## Patrimoine local
En 1953, un ensemble archéologique a été découvert à Ártánd, datant du VIe siècle av. J.-C. et probablement issu d’une tombe scythe. Ce trésor, connu sous le nom de dépôt d'Ártánd, contenait des armes, des bijoux ainsi qu'un vase en bronze destiné à contenir de l'eau. Certains des objets retrouvés témoignent d’influences spartiates. L’ensemble est aujourd’hui conservé au Musée historique de Budapest.
Parmi les édifices remarquables de la localité figurent la kúria Platthy, le château Hodossy ainsi que l'église réformée, construite en 1822 dans un style classique.